# Walter Schubert (Verwaltungsjurist)
Walter Schubert (* 25. April 1915 in Hirschberg, heute Jelenia Góra; † 19. Februar 1991 in Wiesbaden) war ein deutscher Verwaltungsjurist. Er war von 1959 bis 1963 Regierungspräsident im Regierungsbezirk Wiesbaden und danach bis 1966 Staatssekretär.

## Leben und Beruf
Schubert studierte Rechtswissenschaften in Breslau und Königsberg und promovierte mit der Arbeit „Freie Meinungsäußerung und freie Presse“ zum Dr. jur. 1937 wurde er zum Regierungsreferendar ernannt. Ab 1941 nahm er am Zweiten Weltkrieg teil. Nach dem Krieg geriet er, seit 1943 Regierungsassessor, in Gefangenschaft. Nach der Entlassung ließ er sich in Wiesbaden nieder.
1950 wurde Schubert zum Regierungsrat im hessischen Innenministerium ernannt, im Jahr darauf wechselte er als Oberregierungsrat ins Finanzministerium. Nach zwei Jahren kehrte er ins Innenministerium zurück, dort war er Regierungsdirektor und Leiter der Kommunalabteilung. 1954 stieg er zum Ministerialrat auf.
1959 erfolgte die Ernennung zum Regierungspräsidenten in Wiesbaden.
Am 20. Februar 1963 wurde Schubert, als Nachfolger von Erich Schuster, zum Staatssekretär im hessischen Innenministerium unter Minister Heinrich Schneider berufen. Am 8. November 1966, zwei Tage nach der Landtagswahl, wurde Schubert in den einstweiligen Ruhestand versetzt, nachdem bekannt worden war, dass seine Dissertation eine Reihe antisemitischer Formulierungen enthielt.
Von 1969 bis 1981 war er geschäftsführender Direktor beim Hessischen Landkreistag. Daneben war er als Rechtsanwalt tätig.
Seit 1950 war Schubert Mitglied der SPD.
Er wurde auf dem Friedhof Dotzheim beigesetzt.